# Сандра К. Роудс
Сандра К. Роудс (на английски: Sandra K. Rhoades) е американска писателка на произведения в жанра любовен роман.

## Биография и творчество
Сандра К. Роудс е родена през 1942 г. в Колорадо, САЩ.
Започва да чете романтична литература докато учи инженерна специалност. Не след дълго сама започва да пише. В периода 1986-1990 г. е автор на 6 любовни романа.
Живее със съпруга си и двете си деца в Британска Колумбия.

## Произведения

### Самостоятелни романи
- A Risky Business (1986)
- Bitter Legacy (1986)
- Shadows in the Limelight (1987)
- Yesterday's Embers (1989)
- Foolish Deceiver (1989)
Ирония на съдбата, изд.: „Арлекин България“, София (1994), прев. Елика Рафи
- Stormy Reunion (1990)
В бурята на страстта, изд.: „Арлекин България“, София (1995), прев. Елика Рафи